# Hayden Mayeur
Hayden Mayeur (ur. 12 września 1997 w Toronto) – kanadyjski łyżwiarz szybki, dwukrotny medalista mistrzostw świata.

## Kariera
Na mistrzostwach czterech kontynentów w Milwaukee w 2020 zdobył złoto w biegu drużynowym. Na rozgrywanych dwa lata później mistrzostwach czterech kontynentów w Calgary powtórzył ten wynik, a w biegu masowym był drugi. Następnie zdobył drużynowo srebro podczas mistrzostw czterech kontynentów w Salt Lake City w 2024. Ponadto był trzeci był w biegu masowym i drużynowym na mistrzostwach czterech kontynentów w Hachinohe w 2025 roku.
Drużynowo zdobył również srebrny medal na mistrzostwach świata na dystansach w Heerenveen w 2023 i brązowy na mistrzostwach świata na dystansach w Calgary w 2024. 